# Puddletown
Puddletown är en by i civil parish Athelhampton and Puddletown, i distriktet Dorset, i grevskapet Dorset, i England. Puddletown var en civil parish fram till 2024 när blev den en del av Athelhampton and Puddletown. Civil parish hade 1 511 invånare år 2021. Byn nämndes i Domedagsboken (Domesday Book) år 1086, och kallades då Pretone.